# Karstenia gregaria
Karstenia gregaria är en svampart som beskrevs av Graddon 1986. Karstenia gregaria ingår i släktet Karstenia, ordningen Rhytismatales, klassen Leotiomycetes, divisionen sporsäcksvampar och riket svampar.   Inga underarter finns listade i Catalogue of Life.